# Horní Poříčí (okres Blansko)
Obec Horní Poříčí (německy: Ober Porschütz nebo také Ober Porzicz) se nachází v okrese Blansko v Jihomoravském kraji. Žije zde 268 obyvatel.

## Historie
První písemná zmínka o obci pochází z roku 1591.

## Pamětihodnosti
- Kaple Nanebevzetí Panny Marie
- Kaple Nejsvětější Trojice

## Galerie

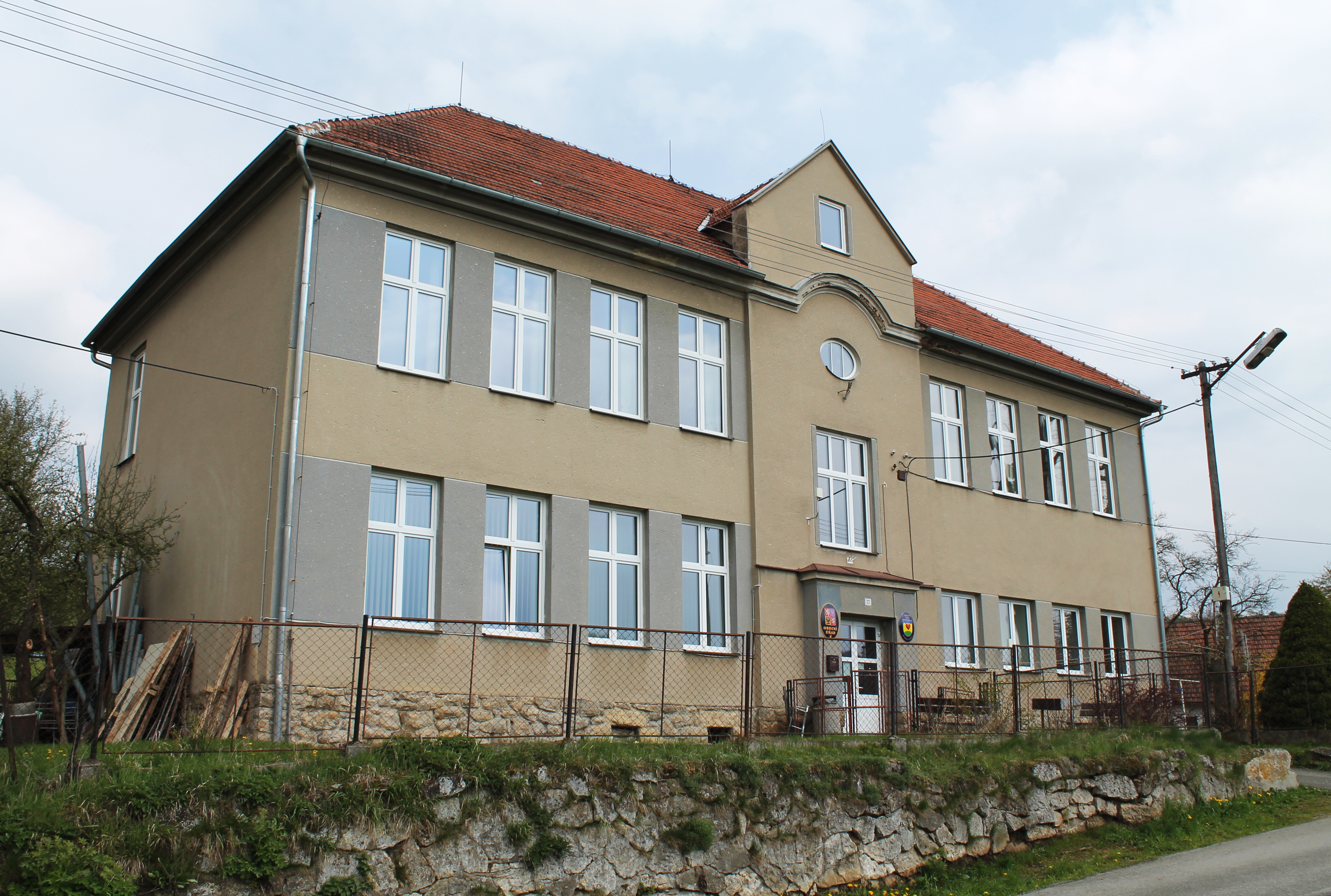
Obecní úřad
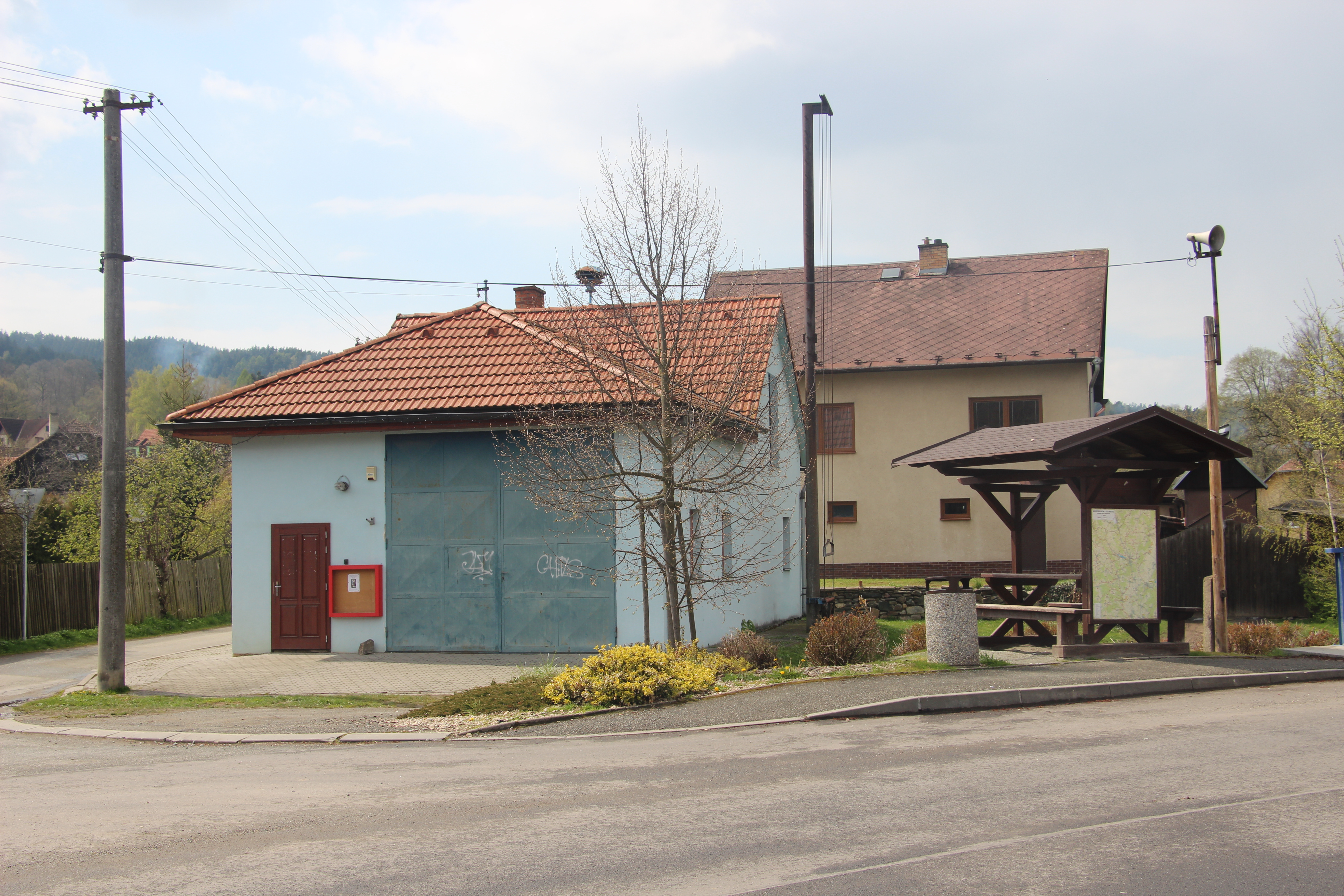
Hasičská zbrojnice
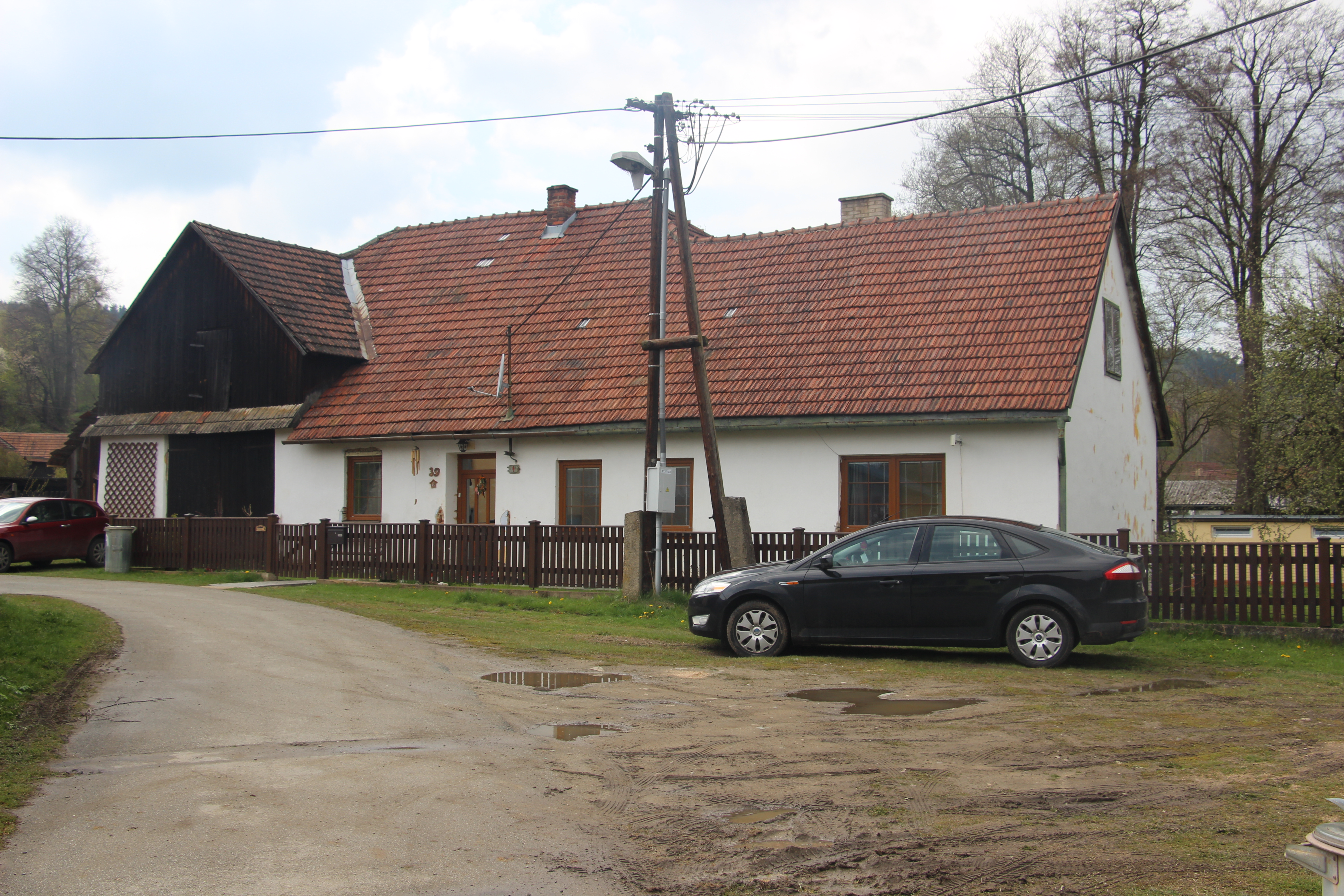
Usedlost čp. 39
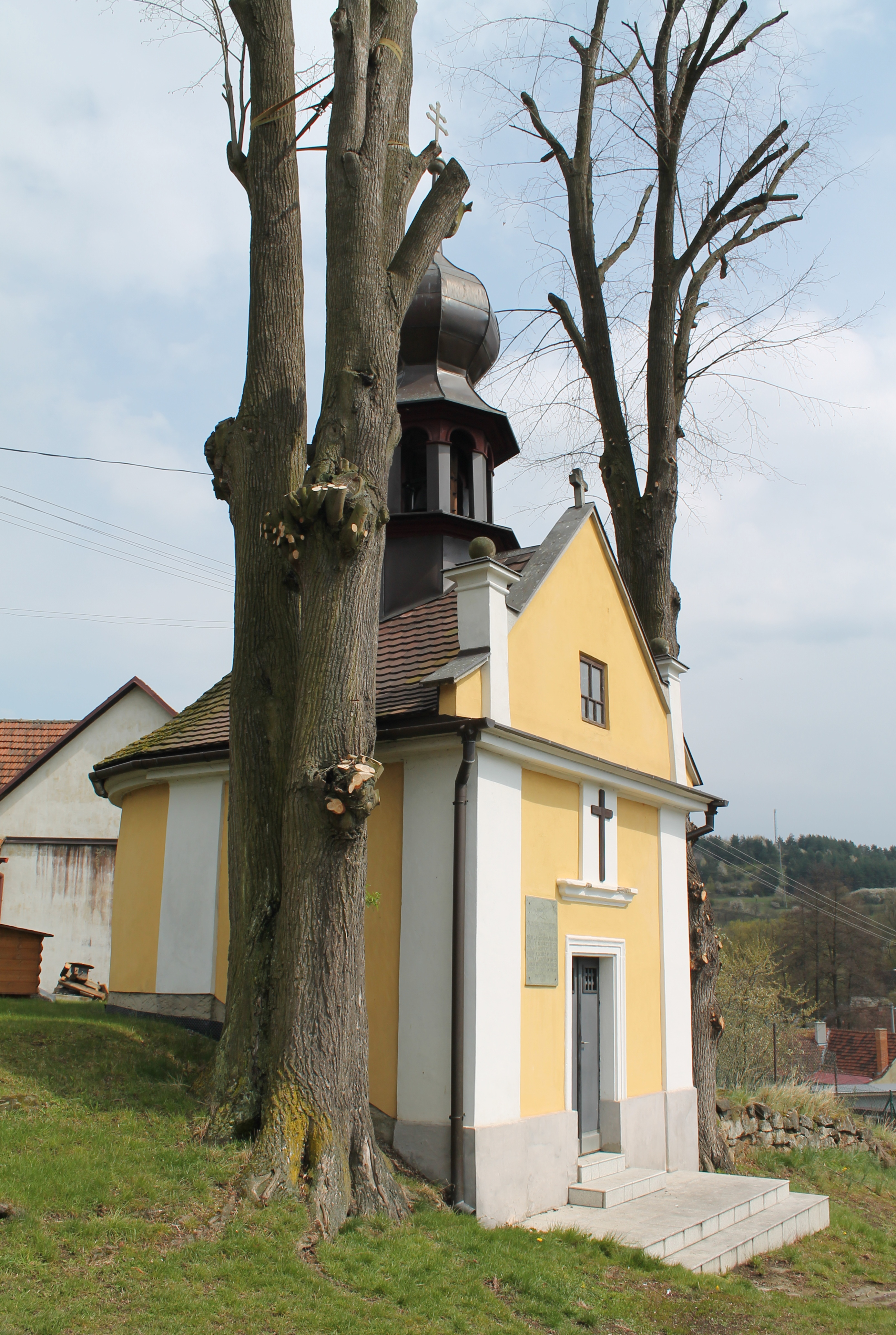
Kaple Nanebevzetí Panny Marie
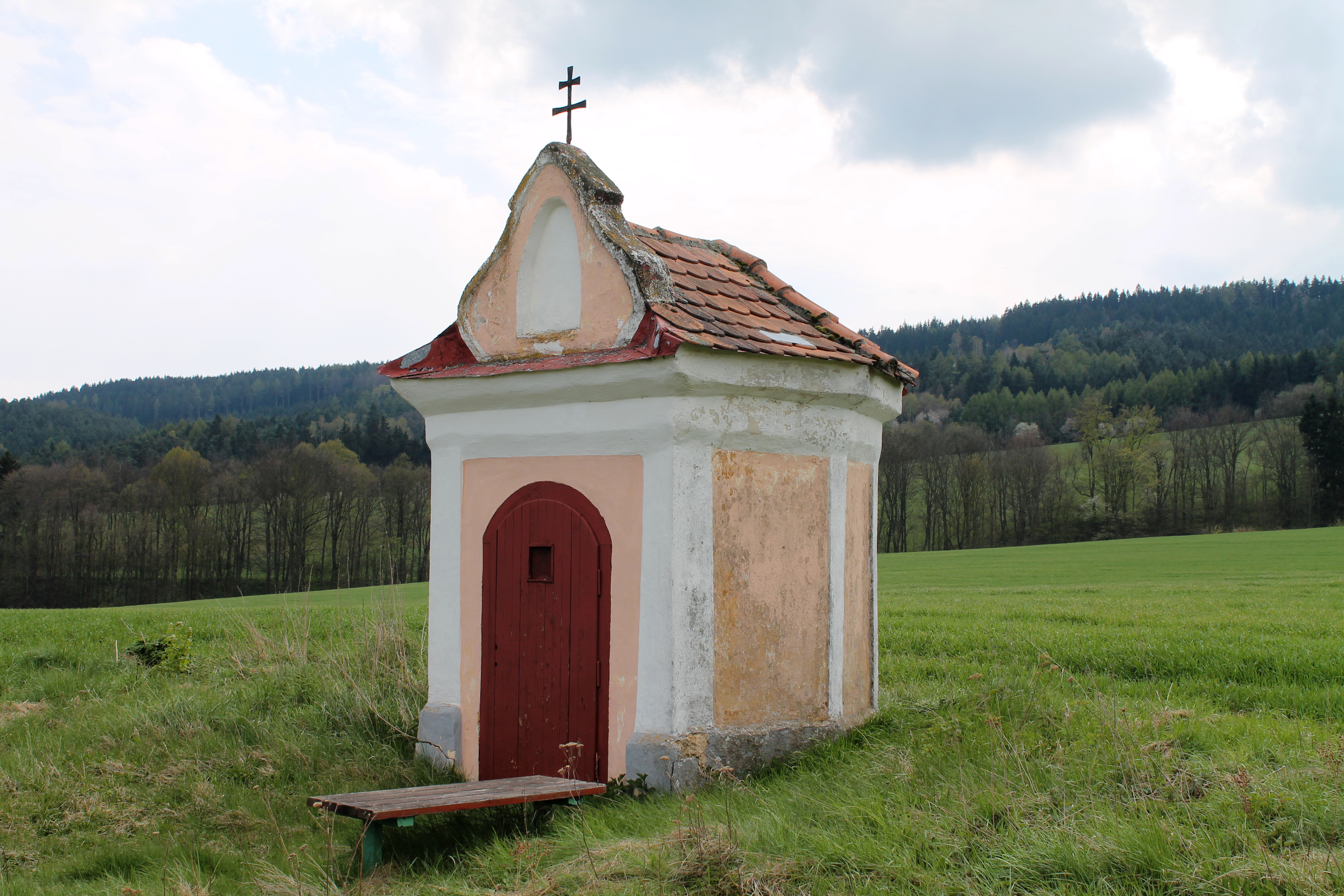
Kaple Nejsvětější Trojice
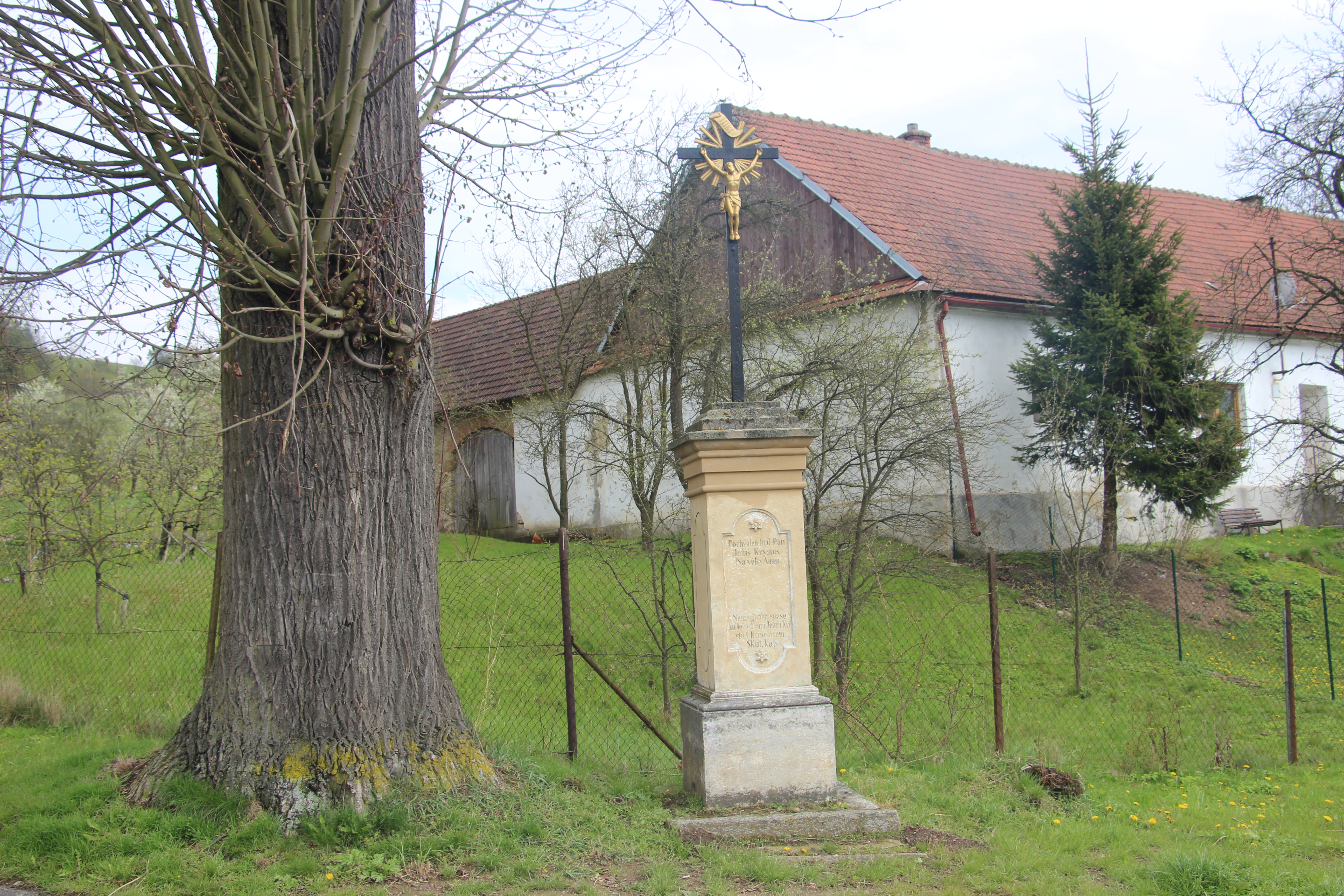
Kříž u silnice